# NGC 2180
NGC 2180 — рассеянное скопление в созвездии Орион.
Этот объект входит в число перечисленных в оригинальной редакции «Нового общего каталога».
NGC 2180, возможно, находится в фазе эволюции рассеянного скопления, которая прямо предшествует остатку скопления (его окончательному распаду). Скопление показывает радиальное распределение звёзд.